# Minuartia elmalia
Minuartia elmalia är en nejlikväxtart som först beskrevs av Aytaç och fick sitt nu gällande namn av Aytaç, Parolly och Eren. Minuartia elmalia ingår i släktet nörlar, och familjen nejlikväxter. Inga underarter finns listade i Catalogue of Life.